# Šentlovrenc, Štalenska gora
Šentlovrenc (nemško St. Lorenzen), narečno slovensko Šentvoranc (), je vas ob koroški reki Krki na Celovškem polju v občini Štalenska gora v okraju Celovec-dežela na Koroškem v Avstriji.

## Geografska umeščenost v prostor
Naselje Šentlovrenc so ustanovitelji postavili na rob široke ravnine, kjer rob ledenodobnega pobočja tvori prehod v nižavje koroške reke Krke. Zaradi bližine reke z nekdaj obsežnimi aluvialnimi gozdovi oziroma barjem je naselje v srednjeveških listinah pogosto imenovano »Šentlovrenc ob Krki« (nem. „St Lorenzen an der Gurk“), da bi se razlikovalo od številnih drugih istoimenskih vasi. Od zgodnjega novega veka dalje se vse pogosteje pojavlja tudi ime  »Šentlovrenc pri Žiljah« (nem. „St. Lorenzen bei der Sillebrücke“).

## Zgodovina
Šentlovrenc je v osnovi koseška vas še iz časov Karantanije, kjer so vaščani koseškega stanu ohranili na osnovi t.i. "personalnega načela" svoje pravice in privilegije vse do zgodnjega novega veka in celo lastno nižje sodstvo, o čemer pričajo števine izredno nesistematično majhne katastrske občine v občini Štalenska gora. O zgodnji dobi pokristjanjevanja priča t.i. pleter (nemško "Flechtwerkstein") iz karolinške dobe, ki je ohranjen v slavoloku domače podružniške cerkve Šentlovrenc pri Šenttomažu.
Od srednjega veka je bil Šentlovrenc skupaj z zaselkom Bezovje samostojno sodno okrožje (nem. Burgfried), čeprav tu nikoli ni bilo plemiškega sedeža. Ta poseben pravni status je posledica dejstva, da je bil Šentlovrenc koseško kmečko naselje. 

## Kosezi v Šentlovrencu
Da bi se izognili osebni odvisnosti od plemstva, so se številni kosezi od 13. stoletja dalje preselili v nastajajoča mesta in postali meščani ali pa so se prostovoljno podali v manj utesnjujočo cerkveno zaščito. Oba pojava je mogoče opaziti pri Šentlovrencu. Leta 1261 je na primer vdova celovškega meščana podarila samostanu v Vetrinju zemljišče v Šentlovrencu (p.d. Lipi) in v zameno dobila pravico do pokopa v samostanu ter sprejem v molitveno bratovščino.
Do konca srednjega veka je vseh osem kmetij v Šentlovrencu z donacijami ali prostovoljnim vstopom v cerkveno osdvisnost postalo last cerkvenih ustanov. To so bili Cistercijanska opatija Vetrinj (dvojna huba Lipi), samostan klaris v Šentvidu ob Glini (hubi Kropf in Čroat), benediktinski samostan v Šentjuriju ob Dolgem jezeru (huba Bajgot) ter cerkve v Gospe Sveti (huba Orlič), Timenica (huba Hašel) v Šentlovrencu (huba Ruš). Lastnik zadnje omenjene hube je v urbarju cerkve v Šentlovrencu (okoli leta 1500) še vedno naveden kot kosez, ki je dolžan vojaških nalog. V novem veku je nekoč neodvisni koseški sodni okraj Šentlovrenc vendar prišel v roke plemiških zemljiških gospodov.
Lipijeva dvojna huba, katere druga domačija je prvotno stala na travniku pred vhodom v cerkev, je od leta 1726 v lasti družine Janesch-Raab. Medtem ko se je sedanje ime kmetije pojavilo šele v 19. stoletju, je bilo hišno ime p.d. „Krof“ omenjeno že leta 1515 v listini samostana klaris. To posestvo je leta 1336 skupaj s Čroatovo hubo samostanu prodal meščan iz Šentvida ob Glini.
Sama cerkev je bila bogatejša od svoje župnijske cerkve, ker se nahaja na poti med Gospo Sveto in Sveto Hemo/Jueno v Podjuni. 
Slovenščina je prisotna v ostankih, zlasti v napisih v cerkvi, na nagrobnih kamnih na vaškem pokopališču ob cerkvi ter v leposlovju (glej spodaj).

## Narečje
Domače slovensko narečje je poljanščina Celovškega polja, kot je bilo zapisano leta v doktorski disertaciji katje Sturm-Schnabl leta 1973 ter terminološko opredeljeno kot takšno šele v okviru znanstveno raziskovalnega dela Bojana-Ilije Schnabl ob pripravah za Enciklopedije slovenske kulturne zgodovine na Koroškem (2010 oz.  2016).

## Poimenovanje
Pavel Zdovc je zapisal rabo krajevnega imena kot sledi: Šentlovrenc, pri Šenttomažu, Šentlóvrencu, v Šentlóvrenc, iz Šentlóvrenca; tudi Št. Lovrenc; Šentlóvrenčani; pokr pogov. Šentvóranc (redko); kraj pogov. šentvóranški; Šentvorančani.

## Ledinska imena
Ledinska imena bila prvič znanstveno obdelana v občinski zgodovini Wilhelma Wadla ter nato znanstveno nekoliko poglobljene v okviru znanstveno raziskovanega dela Enciklopedije slovenske kulturne zgodovine na Koroškem od Bojana-Ilija Schnabla. Važen uradni vir predstavlja tudi Franciscejski kataster, ki so objavljeni na spletu dežele Koroške. Zgodovinski fonetski zapisi predstavljajo slovensko narečno obliko, v kolikor so le-to uradniki češkega porekla razumeli. 
V Šentlovrencu oz. v bližnji okolici najdemo v smeri ure s severa sledeča ledinska imena:
- Nešca (Neschza)[9]) (sever)
- Na klini (Na Klini)[10]) (sever)
- Za Mostom (za Mostam)[11]) (severo-vzhod)
- Pod hišo (Pod Hischo)[12]) (severo-vzhod)
- Tinja[13] (vzhod)
- Ročica (Rotschitza, preko Krke[14]) (vzhod)
- Beski[15] (med Šentlovrencom in Bezovjem) (jug, jugo-zahod)
- pod Lešjam (Pod Leschjam)[16]) (zahod)

## Hišna imena
Hišna imena in njihove izpeljanke so bile znanstveno raziskovane ob pripravah za Enciklopedije slovenske kulturne zgodovine na Koroškem od Bojana-Ilija Schnabl in sicer zlasti na osnovi zapisov v hranilnih knjigah domače slovenske Hranilnice in posojilnice Št. Tomaž. 
Prvi dve izpeljanki sta za gospodarja oz. njegovo ženo, drugi dve za sina ali druge pripadnike rodbine.
Tako najdemo za domačije Šentlovrenca:
- p.d. Čroat> Čroat, Čroatinja ter Čroatov, Čroatova, pri Čroatu
- p.d. Jamnik > Jamnik, Jamnikinja ter Jamnikov, Jamnikova, pri Jammniku
- p.d. Krôf > Krôf, Krôfinja ter Krôfov, Krôfova, pri Krôfu
- p.d. Lipi > Lipi, Lipinja ter Lipijov, Lipijev, pri Lipiju;
- p.d. Orlič > Orlič, Orlička ter Orličov, Orličova, pri Orlilču;
- p.d. Rožan > Rožan, Rožanka, Rožanov, Rožanova (Somer Ivan, pd. Rožan v Rogarji vasi);
- p.d. Ruš > Ruš, Rušinja ter Rušov, Rušova, pri Rušu, (Kucher Primož pd. Ruš v Št. Lovrencu; Kucher Franc, Rušev, Kucher Ferd. Rušev).[17][18]

## Stavbarski videz
Arhitekturna podoba domačij izvira predvsem iz obdobja med letoma 1850 in 1914, ko so zidane hiše kvadratnega tlorisa nadomestile prvotne spodnjekoroške oblike hiš, stebrni skednji z opečnimi rešetkami pa stare lesene oblike skednjev. Šentlovrenc, ki je pred 100 leti štel skoraj 100 prebivalcev, dolgo ni bil prizadet zaradi hitrega razvoja poselitve v zadnjih desetletjih. Število prebivalcev se je močno zmanjšalo, podeželski značaj vasi pa je še dolgo ostal nespremenjen. Vendar je zaradi širitve vodovoda, kanalizacije in cest v zadnjem času na vasi nastalo veliko samostojnih hiš.

## Leposlovje
- SCHNABL, Bojan: Vesela pripoved o rajnih mrličih. V: Rastje, št. 17, Izd./Hg. DSPA – Društvo slovenskih pisateljev v Avstriji, Klagenfurt/Celovec 2023, str. 126 – 134.
- SCHNABL, Bojan-Ilija (avtor, fotograf): Poljanski camino : dvanajst razodetij s Celovškega polja. 1. izd. Celovec: Mohorjeva, 2018. 128 str., ilustr. ISBN 978-3-7086-1021-4. [COBISS.SI-ID 297154048]